# شهرستان بیکن (جورجیا)
شهرستان بیکن، جورجیا (به انگلیسی: Bacon County, Georgia) یک سکونتگاه مسکونی در ایالات متحده آمریکا است که در جورجیا واقع شده‌است.

## خصوصیات
شهرستان بیکن ۷۴۰٫۷۴ کیلومترمربع مساحت دارد.